# Sesleria wettsteinii
Sesleria wettsteinii är en gräsart som beskrevs av Dorfl. och August von Hayek. Sesleria wettsteinii ingår i släktet älväxingar, och familjen gräs. Inga underarter finns listade i Catalogue of Life.